# 神经性贪食症
（台湾简称暴食症），是一種進食障礙，其特徵為患者會嘗試在暴飲暴食後試圖進行淨空行為。暴飲暴食代表在極短時間內攝取巨量食物，而淨空行為則是盡其所能消除所吃下的食物，例如透過嘔吐或服食瀉藥來達成，也可能透過使用利尿劑、興奮劑、持續禁食或過度運動來努力減重；不過，大部分患者的身高體重指數在正常值內。如此強制性的嘔吐行為，可能導致關節皮膚增厚及牙齒破損。暴食症經常與其他精神病相關，如抑鬱、焦慮、藥物與酒精成癮等，亦有高風險的自殺與自殘傾向。
如果近親有暴食症症狀，其家族內較普遍有其他暴食症患者；遺傳導致暴食症的風險比例約為30%至80%。其餘導致患病的風險因素包含心因型壓力、對於標準身型的社會文化壓力、自尊低落和肥胖症等。生活環境中若有家長擔心體重的狀況或推廣節食的文化價值觀，也有風險導致罹患暴食症。通常會基於個人病史來診斷是否罹患暴食症，但若患者否認有暴飲暴食與淨空行為時則難以確診。如果病人曾被診斷為神經性厭食症，則應依照此診斷。其他類似的疾病包括過胖暴食症、克萊恩-萊文症候群和邊緣性人格障礙等。
認知行為療法是暴食症主要的治療方式。選擇性5-羥色胺再攝取抑制劑 (SSRI) 或 三環類抗抑鬱藥類抗抑鬱藥物通常具有一定療效。儘管神經性暴食症患者較神經性厭食症患者相比預後較佳，但患者的死亡風險較健康人群高。約五成患者在接受治療的十年後狀況完全改善。
女性的暴食症發病率約為男性的9倍，其中年輕婦女患病率最高。 1979年，暴食症由英國精神科醫師格拉德‧羅素首次命名並描述。

## 好發族群
患者多為成年的年輕女性，通常天生身材就稍微胖一點，或者根本就是標準體重，且在青少年時期（國、高中階段）曾多次嘗試減重。這些患者通常與家人相處狀況也不是很好。

## 病徵及心理
病患會在四下無人時瘋狂的吃下許多食物，接著心理產生罪惡感而去催吐（或服用瀉藥），催吐完會暫時紓解心中罪惡感。但是病患隨即會感到「催吐這種行為是可恥的」而產生焦慮，導致病患會以「吃下大量食物」來紓解焦慮。這是一個無窮的循環。通常患者吃下來的食物每次總熱量高達10000~15000 Kcal，通常是一些速食、高熱量食物。由於患者會在四下無人情況下進行這些行為，所以臨床上要檢查出來非常的困難，通常必須由好友、家人發現，另外牙醫師檢查牙齒時，亦可由牙齒琺瑯質的改變診斷出患者。另外這些患者會有過度運動情形。

## 對身體之傷害
- 發胖：雖然患者會自行將吃進去的食物嘔吐出，但通常仍會有約30~75%的食物被吸收。如果是吃瀉藥方式，吸收的食物高達九成。
- 運動傷害：患者擔心吃下的食物會造成發胖，所以會過度的運動。
- 心理障礙：患者易產生自卑、憂鬱之心理。
- 牙齒損傷：催吐時胃酸造成牙齒脫鈣現象。
- 心灼熱：催吐時胃酸腐蝕食道，造成心灼熱。
- 血鉀濃度過低
- 唾腺發炎：胃酸腐蝕唾腺造成。
- 便秘：由於排遺量減少造成便秘。

## 著名病例
- 戴安娜王妃（英国）
- 艾頓·莊（英國著名歌手）
- 法鲁克一世（埃及最后一任国王）

## 外部連結
- About.com's Eating Disorders site （页面存档备份，存于）